# 市橋卓士
市橋 卓士（いちはし たかし、1979年（昭和54年）9月5日 - ）は、徳島県出身のボートレーサー。登録第4063号。身長164cm。徳島県立鳴門高等学校卒業。血液型A型。86期。徳島支部所属。同期に、中野次郎、吉田俊彦、萩原秀人、金田幸子、後藤陽介らがいる。

## 来歴
- 2000年4月21日選手登録。
- 2000年5月12日から鳴門競艇場で開催された 一般戦「第30回デイリースポーツ杯」初日第1Rでデビュー[1]。（5着）
- 2000年7月18日から若松競艇場で開催された 一般戦 初日第1Rで6号艇6コースからまくり差しを決めて勝利[2]し、デビュー初勝利を飾る。
- 2003年6月4日からびわこ競艇場で開催された G3「2003新鋭リーグ第38回新鋭戦」6日目（最終日）に出走[3]し、デビュー初優出。（4着）
- 2003年7月3日から福岡競艇場で開催された 一般戦「スポーツ報知杯争奪戦」6日目（最終日）第12Rで1号艇1コースから逃げを決めて勝利[4]し、デビュー初優勝を飾る。
- 2004年2月6日から丸亀競艇場で開催された G1「第47回四国地区選手権」初日第5Rに出走[5]し、G1初出場。(4着)
- 2009年1月31日から鳴門競艇場で開催された G1「第52回四国地区選手権」6日目（最終日）第12Rに出走[6]し、G1初優出。（6着）
- 2009年3月17日から多摩川競艇場で開催されたSG「第44回総理大臣杯」初日第1Rに出走[7]し、SG初出場。（6着）
- 2009年6月19日から蒲郡競艇場で開催された 一般戦「日刊ゲンダイ杯争奪 蒲郡あじさい特別」4日目第6Rで5号艇4コースからまくり差しを決めて勝利[8]し、通算500勝を達成。
- 2014年12月20日からボートレース常滑で開催された 一般戦「第28回半田大賞」4日目第12R準優勝戦で1号艇1コースから逃げを決めて勝利[9]し、前節から数えて10連勝を達成[10]、翌5日目（最終日）第12R優勝戦も1号艇1コースから逃げを決めて勝利[11]し、完全優勝[10]するとともに3節連続優勝を果たす。
- 2015年2月10日からボートレース丸亀で開催された G1「第58回四国地区選手権」6日目（最終日）第12R優勝戦で1号艇1コースから逃げを決めて勝利[12]し、G1初制覇[13]。
- 2015年8月25日からボートレース蒲郡で開催された SG「第61回ボートレースメモリアル」6日目（最終日）第12R優勝戦に出走[14]し、SG初優出。（転覆）
- 2016年1月29日からボートレース多摩川で開催された 一般戦「バニラビーンズカップ」4日目第12Rで1号艇1コースから逃げを決めて勝利[15]し、通算1000勝を達成[16]
- 2021年9月15日からボートレース鳴門で開催された G1「開設68周年 大渦大賞」5日目第8Rで1号艇1コースから逃げを決めて勝利[17]し、通算1500勝達成[18][19][20][21]。

## 戦績
- 出走回数：5811回
- 1着回数：1626回
- 優出回数：212回
- 優勝回数：52回
- SG優勝回数：0回
- SG優出回数：2回
- SG出走回数：160回
- G1優勝回数：1回
- G1優出回数：13回
- G1出走回数：1155回
- フライング(F)回数：25回
- 出遅れ(L)回数：1回
- 通算勝率：6.53
- 2連対率：47.03
- 3連対率：64.02
- 生涯獲得賞金：683,367,833円